# Перелік індексів ринку облігацій

## Глобальний
- (Bank of America) Індекс глобальних облігацій Merrill Lynch
- Barclays Capital Aggregate Bond Index
- Світовий Індекс Світових Інвестиційних Індексів (WorldBIG)

## Облігації США
- (Bank of America) Merrill Lynch Domestic Master
- (Barclays) Lehman Brothers US Treasury Index
- Індекс фондових ринків облігацій (the Capital Markets Bond Index)
- Індійський індекс американських індексів облігацій США (USBIG)

## Державні облігації
- Індекс індексу державних облігацій, пов'язаних з інфляцією в євро (Barclays Inflation-Linked Euro Government Bond Index)
- Індекс світових державних облігацій (WGBI)
- FTSE UK Gilts Index Series
- Індекс державних облігацій Ж. П. Моргана (J.P. Morgan Government Bond Index)

## Найбільші державні облігації
| Держава         | Емітент                                | Тип облігацій                          | Валюта  |
| --------------- | -------------------------------------- | -------------------------------------- | ------- |
| Австралія       | Office of Financial Management         | Treasury Indexed Bonds (TIBs)          | AUD ($) |
| Канада          | Bank of Canada                         | Marketable Bonds                       | CAD ($) |
| Китай           | Ministry of Finance                    | People's Bank of China (PBC) Bonds     | CNY (¥) |
| Франція         | Agence France Tresor (French Treasury) | Obligation Assimilable du Tresor (OAT) | EUR (€) |
| Німеччина       | Finanzagentur (German Finance Agency)  | Bunds                                  | EUR (€) |
| Японія          | Ministry of Finance                    | Japanese Government Bonds (JGB)        | JPY (¥) |
| Велика Британія | UK Debt Management Office              | Gilts                                  | GBP (£) |
| США             | Bureau of Public Debt                  | US Treasuries                          | USD ($) |

## Нові індекси ринку облігацій
- J.P. Morgan Emerging Markets Bond Index
- Citi Emerging Markets Broad Bond Index (EMUSDBBI)

## Високоприбуткові облігації
- (Bank of America) Merrill Lynch High-Yield Master II
- Barclays High-Yield Index
- Bear Stearns High-Yield Index
- Citi US High-Yield Market Index
- (Credit Suisse) First Boston High-Yield II Index
- S&P US Issued High-Yield Corporate Bond Inex

## Забезпечені кредити
- S&P Leveraged Loan Index

## Цінні папери забезпечені активами
- Markit ABX.HE
- Markit IBoxx